# Adriaan van Wijngaarden
Adriaan van Wijngaarden (2 novembre 1916 – 7 février 1987) est un mathématicien et informaticien néerlandais, considéré par nombre de ses pairs comme le véritable développeur des sciences informatiques aux Pays-Bas. Après avoir reçu une formation d'ingénieur, van Wijngaarden a d'abord concentré son travail sur les aspects mathématiques du calcul par ordinateur, spécifiquement l'analyse numérique. Il s'est par la suite seulement intéressé à la programmation et à la mise au point de règles pour les langages de programmation.

## Vie et œuvre
Van Wijngaarden a étudié la mécanique à l'université de technologie de Delft, et reçoit le titre d'ingénieur en 1939. Il entame une thèse de doctorat en hydraulique abandonne et rejoint NLR (Nationaal Luchtvaartlaboratorium), le centre spatial néerlandais en 1945. Entouré de collaborateurs, il gagne l'Angleterre l'année suivante pour y découvrir de nouvelles technologies calculatoires développées durant la Seconde Guerre mondiale.
Van Wijngaarden était intrigué et fasciné par l'automatisation du calcul. Le 1er janvier 1947, il devint en toute logique chef du département de calcul scientifique du laboratoire CWI Centrum voor Wiskunde en Informatica dans la banlieue d'Amsterdam. Il fera par la suite plusieurs visites en Angleterre et aux États-Unis, tout en rassemblant des idées qui lui serviront pour l'élaboration du premier ordinateur néerlandais appelé ARRA. La première démonstration de cette machine mise en branle par des composants électromécaniques aura lieu en 1952. Van Wijngaarden fut rejoint a même année par Edsger Dijkstra avec qui il travailla aux logiciels pour l'ARRA.
Alors qu'il visitait Édimbourg en 1958, van Wijngaarden fut victime d'un accident de voiture. Il fut gravement blessé, et sa femme perdit la vie. Sa convalescence passée, van Wijngaarden se concentra davantage sur sa recherche relative aux langages de programmation. C'est à ce moment qu'il développa avec d'autres, le langage ALGOL, puis le langage Algol 68, pour lequel il développa une grammaire à deux niveaux qui devint connue sous le nom de grammaire de van Wijngaarden. Adriaan van Wijngaarden devint directeur du centre mathématique CWI en 1961 et le resta pendant vingt ans.

## Prix Van Wijngaarden
Depuis 2006, est décerné tous les cinq ans ce prix, conjointement à un homme et une femme.